# Zebedeusz

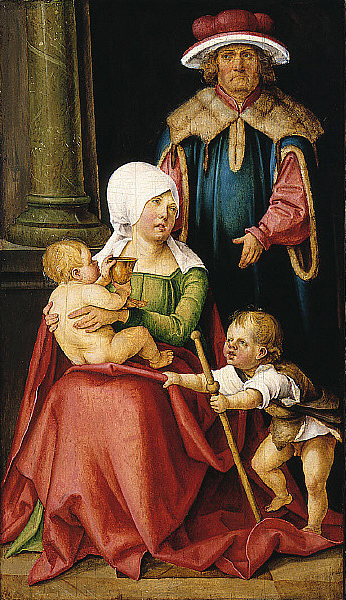
Maria Salome i Zebedeusz z synami Jakubem Starszym i Janem Ewangelistą, Hans Süß von Kulmbach

Zebedeusz – biblijny rybak i szkutnik z Kafarnaum, ojciec apostołów Jakuba i Jana, mąż Salome.
Imię Zebedeusz oznacza Bóg dał.